# Српско народно позориште
Српско народно позориште је позориште у Новом Саду. Најстарији је професионални театар Срба и један од највећих у Србији. Основано је 1861. године у Новом Саду и од тада ради у континуитету.

## Историјат

### Жеља за позориштем и први кораци
Крајем XVIII века је у Војводини већ постојала извесна позоришна пракса у виду дилетантских представа, када је Нови Сад (тада под именом Неопланта) добио име Theatrum publicum - јавно позориште (дашчану позорницу) у Његошевој, некад Позоришној улици. Неколико деценија потом, у документима новосадског Магистрата из 1825. и 1826. године може се прочитати да је ово већ трошна грађевина склона урушавању па је ради безбедности ансамбла и грађанства наложено и спроведено њено рушење 1826. године. Након тога, представе су се играле у немачком Крајнеровом театру у истој улици, а од 1828. у гостионици Фазан. Летеће дилетантско позориште (Србско-дилетант содружество) је основано 1838. године, али одуство позоришне зграде је поново онемогућавало рад.
Сви ови покушаји и деловања у погледу развоја позоришта побудили су пажњу и жељу грађана Новог Сада за сталним градским позориштем и идеја се почела развијати на једној новијој, свеобухватнијој равни.

### Оснивање и рана фаза (1861—1892)
Крајем 1860. године, у Српском дневнику, Јован Ђорђевић почиње да објављује своје познате чланке у прилог оснивања Српског народног позоришта у Новом Саду, тада центру српске културе у Аустроугарској монархији. У то време, на територији бивше Југославије, није деловало ни једно позориште на PORT.rsјезицима југословенских народа. Након што су Светозар Милетић, Стефан Брановачки, Јован Ђорђевић и Јован Јовановић Змај припремили услове за овај догађај, годину дана касније, 28. јула (16. јула по старом календару) 1861, на седници Српске читаонице у Новом Саду, којом је председавао Светозар Милетић, основан је први професионални театар под именом Српско народно позориште.
Српско народно позориште је основано са нарочитим задатком: првенствено је било националног карактера и са позорнице је требало да негује и шири националну мисао и народни језик, да упознаје публику са народном прошлошћу и да подстиче домаће писце на интензивнију драмску активност, све у циљу културно-просветног уздизања српског народа у Хабзбуршкој монархији.
Српско народно позориште тада није било државна установа те је због тога Српска читаоница основала Друштво за Српско народно позориште са улогом да води бригу о Позоришту и о његовим финансијама. Иако је оснивачка скупштина Друштва за СНП била 29. и 30. маја 1862. (на којој је донет и први Устав Друштва за Србско народно позориште) оно је званично почело са радом тек 18. јула 1865, када је цар Франц Јозеф одобрио њен рад својим потписом. Чланови Друштва за СНП су били тадашњи угледни људи али и сваки појединац који би уплатио 50 форинти у ту сврху као и свако правно лице које би уплатило по 100 форинти. Друштво су чинили Управни одбор на челу са начелником и два одсека. Позоришни одсек се бринуо о глумачкој дружини, репертоару и другим стручним питањима, и Економски одсек који је обезбеђивао материјална средства за рад Српског народног Позоришта. Скупштина Друштва за СНП се одржавала једанпут годишње. Постојали су и месни позоришни одбори по целој Војводини, а њихов задатак је био да организују рад СНП-а у својим местима приликом гостовања.
Прве изведене представе СНП-а су биле: Пријатељи Лазара Лазаревића и Мушки метод и женска мајсторија Лајоша Кевера (мађ. Lajos Kövér) 23. јула/4. августа 1861.

За првог управника СНП-а је постављен Јован Ђорђевић. На почетку свог деловања, СНП је, будући да је било без сопствене зграде, било, у суштини, путујуће позориште - у седишту је проводило четири месеца, а остало време на путу по српским, а и хрватским крајевима. У више наврата су подношени захтеви (1867. Влади у Будимпешти и септембра 1871. Градској скупштини Новог Сада) да се одобри зидање наменске зграде позоришта. Први захтев делегације СНП-а са Јованом Суботићем на челу, на који је сам председник Владе Ђула Андраши позитивно усмено одговорио ипак није озваничен јер је Влада у Будимпешти убрзо пала. Други захтев је довео до бурне реакције и разних опструкција одређене групе грађана Новог Сада под вођством Јакова Добановачког, па је тек на интервенцију челника СНП-а, које су делегирали Коста Трифковић и Сима Марковић, у самом Министарству унутрашњих дела, децембра 1871, одобрено зидање Грађанске дворане која би служила приређивању грађанских забава, евентуалним састанцима поводом јавних предавања и извођењу позоришних представа. Једна друга група Новосађана је допринела томе да зграда буде готова већ за три месеца. Друштво за СНП је 1873. откупило од Деоничарског друштва добровољним прилозима Грађанску дворану за 20 000 форинти и на тај начин је СНП добио матичну сцену. Грађанска дворана је рађена на Трифковићевом тргу по плановима Андреаса Паулика који су касније развијени у пројекат Ђерђа Молнара, али нема архивских извора који сведоче у којој је мери тај пројекат био реализован јер је у марту 1892. ова дворана била срушена након истека уговора склопљеног са варошком општином, и упркос незадовољству и противљењу грађана. 
У исто време, када је Српско народно позориште 1871. године успело да се избори за своју прву зграду - Грађанску дворану, на иницијативу Антонија Хаџића, управитеља српске народне позоришне дружине - Друштво за Српско народно позориште почиње да издаје лист Позориште који је првенствено имао за циљ да се публици скрене што већа пажња на само позориште. После 1908. је овај лист наставио свој живот под другачијим околностима.

### Путујући ансамбл (1892—1895)
Након рушења Грађанске дворане, позоришни ансамбл СНП-а је био приморан да крене на трогодишње непрекидно гостовање по Војводини. Тада је одржано 611 представа у 28 места. Током тог периода трупа је изнедрила свега 19 нових представа, што је условљено недостатком сопственог простора и њеним сталним турнејама.

### Зграда Дунђерског (1895—1928)
Трупа се у Нови Сад вратила фебруара 1895. године када је СНП-у уступљена наменски грађена позоришна зграда, поклон Лазара Дунђерског. Дунђерсково позориште било је смештено у дворишту садашњег хотела »Војводина« у центру Новог Сада. Ту се налазило до 1928, када је зграда страдала у пожару. Након овог догађаја, ретко ко је слутио да ће се на нову зграду чекати више од пола века, до 1981.

### Гостовања и закупи
У том дугом периоду, ансамбл СНП-а је играо представе у различитим градским објектима, у сали Хотела „Слобода” (на Тргу слободе), у згради Немачког акционарског друштва „Хабаг” (на углу Ул. Васе Стајића и Трга Галерија), у Дому радничке коморе (Бул. Михајла Пупина 24).
Касније, након Другог светског рата су представе игране прво у згради Мађарске римокатоличке читаонице у порти католичке цркве, а у лето 1945. отворена је Летња позорница у самој порти. Позоришту је уступљена 1947. године зграда Дома културе (некадашњег Соколског дома, а данас Позоришта младих) . Велику салу „Соколског дома” СНП је најдуже користило наступајући у њој до пресељења у своју нову и наменски грађену зграду 28. марта 1981. године. До коначног пресељења, поред сцене у Дому културе, СНП је од 2. октобра 1959. користило и Малу салу у Улици Јована Суботића 5, која од јануара 1961. носи име Весели театар „Бен Акиба“ (што је данашње Новосадско позориште).

### Након 120 година рада Српско народно позориште добија зграду
Године 1981, у 120. сезони, позориште добија нову зграду у коју је ушло 28. марта и тај дан је установљен као »Дан СНП-а« када се сумирају једногодишњи уметнички резултати и награђују најбоља индивидуална и колективна уметничка остварења.

Нова зграда, бело мермерно здање у центру Новог Сада, на Позоришном Тргу, се простире на преко 20.000 m² и има највећу позоришну сцену у Србији. Поседује три сцене, Велику сцену »Јован Ђорђевић« са 940 места, Малу сцену »Пера Добриновић« са 373 места и Камерну сцену са 118 места. Опремљена је са пробним салама за хор и оркестар, балетском салом и великим бројем сценских и техничких радионица.
- Зграда Дунђерсковог позоришта (1895—1928) (Српског народног позоришта), разгледница, аверс, Атеље Јосифа Сингера, око 1900. Разгледница и фотографија су музејска грађа Позоришног музеја Војводине.
- Зграда Дунђерсковог позоришта (1895—1928) (Српског народног позоришта), разгледница, реверс, Атеље Јосифа Сингера, око 1900. Разгледница и фотографија су музејска грађа Позоришног музеја Војводине.

## Идеја водиља и професионалност
Српско народно позориште се одржало јер је заиста било народно. Његови глумци нису били само уметници, него и културни мисионари који су самопрегорно и постојано, животном речју са позорнице битно утицали на свест народа.
У периоду до Првог светског рата у овом позоришту је израсла група великана глумишта: Димитрије Ружић, Драгиња Ружић, Лаза Телечки, Миша Димитријевић, Илија Станојевић, Димитрије Спасић, Драга Спасић, Милка Гргурова, а међу њима и највећи уметник српског глумишта, чаробњак који је на позорници могао све, Пера Добриновић, чији се и споменик, уз споменик Јована Стерије Поповића, налази испред нове зграде СНП-а. То је први споменик који је подигнут једном глумцу у бившој Југославији.
Управници од оснивања СНП-а, па до Првог светског рата били су: Јован Ђорђевић (1861—1868), Антоније Тона Хаџић, (1868-1879), Димитрије Ружић (1879-1982 прво као заменик Антонија Хаџића, а потом до краја 1903. као управник СНП-а), Бранислав Нушић (1904-1905), Пера Добриновић (1905—1911) и Жарко Савић (1911-1914).

## Утицаји и развоји

### Народно позориште у Београду
1867. и 1868. године, дакле у својој раној фази, ансамбл СНП-а је наизменично гостовао у Панчеву, Земуну и Београду. Кнез Михаило, је заинтересовано пратио ове представе и одушевљен новосадским глумцима, упутио позив Јовану Ђорђевићу да и у Србији оснује стално позориште. Прихватајући позив као част и изазов, управник је са собом повео и половину новосадских глумаца и тако је након седам година после настанка СНП-а, у Београду основано Народно позориште.

### Српско народно позориште и Друштво за СНП
У периоду од настанка, до Другог светског рата, како су се мењали политички и друштвени услови, Позориште је мењало своје име и седиште и веома често је долазило до раслојавања трупе, као и удруживања са другим глумачким ансамблима.
- Наиме, током Првог светског рата, Позориште није радило, а након 1918, пошто је Војводина ушла у састав нове државе, изостала је било каква државна финансијска потпора Друштву за СНП, па је оно било принуђено да самостално ревитализује рад Позоришта. У то време је управник и председник Друштва за СНП био др Ђура Трифковић. Прва представа после рата: Хеј, Словени Ристе Одавића одржана је у сали Дунђерсковог позоришта 12/25. јануара 1919. године. Свечаност отварања Позоришта почела је песмом Пролог Анице Савић Ребац.[3]
- Након одлуке већине чланова Друштва за СНП, Српско народно позориште постаје државно 22. децембра 1919. Тада добија ново име: Новосадско српско народно позориште и ради до 31. децембра 1921. године. У сезони 1920/21. основана је Оперета и нешто касније Опера.[3]
- Пошто су наступајућа времена доносила и развијала дух југословенства, 1921. године се из свих државних установа бришу националне одреднице, па тако и Српско народно позориште постаје Народно позориште. После пожара у којем је изгорела зграда Дунђерсковог позоришта (22-23. јануара 1928) Народно позориште остаје без зграде.[3]
- Нешто после овог немилог догађаја, држава смањује субвенцију Позоришту и у марту 1928. се спаја Народно позориште у Новом Саду са Народним казалиштем у Осијеку тако да делују као један театар под именом: Новосадско-осјечко позориште са седиштем у Осијеку и као такво ради до 1934.
- Већ почетком 20-их година двадесетог века Друштво за СНП није било задовољно оваквим развојем догађаја истичући да је у државној реорганизацији Српско народно позориште изгубило своју културну, просветну и националну мисију, те је 6. новембра 1921. основало путујућу трупу под именом: Друштво за Српско народно позориште – Позоришна дружина „Јован Ђорђевић”. Ова се трупа 22. новембра 1921. спојила са Покрајинским банатским позориштем „Стерија” у Вршцу и заједно су давале представе по Војводини, изузев у Новом Саду. Име Српско народно позориште је трупи враћено 17. фебруара 1924. и оно је као такво деловало до августа 1937. године.[3]
- После затезања односа између Друштва за СНП које није желело да је под контролом власти, и власти која је инсистирала да има увид у рад Позоришта, Банска управа је 1934. укинула субвенцију Српском народном позоришту и знатна материјална средства доделила Народном позоришту у Београду да организује Секцију београдског Народног позоришта за Дунавску бановину која је давала представе у Новом Саду и местима Војводине. Ова секција је радила током сезоне 1934/35.[3]
- Биле су две секције Народног позоришта Дунавске бановине које су деловале на територији Војводине од 15. августа 1937: 1) Позориште Дунавске бановине кнеза намесника Павла (основано 25. априла 1936) које је давало представе у градовима са сталним седиштем и 2) Секција коју је чинило Српско народно позориште које је наступало по местима Војводине. 29. јануара 1937. је потписана резолуција о заједничкој сарадњи Народног позоришта Дунавске бановине Кнеза намесника Павла и Управног одбора Друштва за СНП. Српско народно позориште овако делује до 14. маја 1939. када Друштво за СНП раскида уговор о сарадњи и Српско народно позориште са својим Друштвом за СНП наставља самосталан рад до избијања Другог светског рата.[3]
- У ово ратно доба у Новом Саду престаје сваки позоришни живот. Део Народног позоришта Дунавске бановине је привремено отишао у Смедерево, где је у страшној експлозији погинуло седамнаест глумаца. Након ове трагедије, уз сагласност Министарства просвете, остатак трупе је наставио рад у Панчеву током ратног периода под именом Дунавско народно позориште или Позориште Дунавске бановине. Међуратни период је најнеповољније раздобље у историји Српског народног позоришта јер оно није одржало предратни уметнички ниво али је ипак успело да одржи своју мисију по местима Војводине ширећи просветарску, културну и националну мисао.[3] Управници између два светска рата су били: Ђура Трифковић (непосредно пред Први светски рат је као вршилац дужности управника распустио српску народну позоришну дружину[10], а 1918. је обновио, али се 1919. повлачи са ове функције); Милош Хаџи-Динић (1919-1920), Коста Луковић (1920-1921), Петар Коњовић (1921-1921), Петар Крстоношић (1921-1923), Милан Богдановић (1923-1924), затим в. д. управника Никола Динић (1925-1926), в. д. управника Александар Рашковић (1927-1930). До Другог светског рата су надаље, као уметнички и/или административно-технички управници радили Жарко Васиљевић и Никола Динић ; Радослав Веснић; др Љубомир Петровић, Александар Верешчагин, Риста Спиридоновић, Драгољуб Сотировић; Витомир Богић; Станоје Душановић и Марко Малетин[11]

### Стабилизација
Прва представа након ослобођења била је 17. марта 1945. и то: Најезда Леонида Леонова. По завршетку Другог светског рата па све до 1951. позориште носи име Војвођанско народно позориште.
- У њему се оснивају нове уметничке јединице, Опера (1947).и Балет (1950).
- Од новембра 1951, враћа му се првобитно име, а од 1956. се у њему одиграва и Стеријино позорје, фестивал домаћег драмског стваралаштва, које је основано на иницијативу која је потекла из СНП-а.
- И у послератном периоду Драма Српског народног позоришта је одржала своју славу. Најистакнутији међу глумцима тог периода свакако су били: Петар Петковић, Станоје Душановић, Петар Вртипрашки, Витомир Љубичић, Синиша Раваси, Љубица Раваси, Стеван Шалајић, Иван Хајтл, Миодраг Лончар, Тихомир Плескоњић, Мира Бањац, Милица Радаковић, Велимир Животић, Раде Којадиновић, Заида Кримшамхалов, Добрила Шокица, Јелица Бијели, Стеван Гардиновачки...
- После Другог светског рата најистакнутији управници су били: Жарко Васиљевић, Влада Поповић, Станислав Бајић, Богдан Чиплић, Јован Коњовић, Душан Поповић, Радомир Радујков. Милош Хаџић је на овој функцији био најдуже (1958—1979) и тај период се сматра „златним добом СНП-а“.

### Последње деценије 20. века и почетак новог периода у 21. веку
Након низа догађаја који се тичу промена државних граница, ратног и тешког финансијског стања, санкција и затварања граница ка свету, бомбардовања и сл, СНП је као културна институција која је по својој природи отворена кућа, морало такође, да прође кроз тешкоће и да понесе терете времена својe нације. И у том периоду се радило са једнаким трудом и ентузијазмом како би се рад позоришта наставио.
У овој етапи су позориште водили следећи управници: Зоран Т. Јовановић, Душан Белић, Мирјана Марковиновић, Драган Инић (у два наврата), Љубиша Ристић, Синиша Ковачевић, Миодраг Јаноски, Стеван Дивјаковић, Бранислав Јатић, Иван М. Лалић, Миливоје Млађеновић и Александар Милосављевић.
У новијем периоду је СНП поновно напредовало и изградило нове везе:
- 2006. године, Српско народно позориште је постало члан Европске театарске конвенције и члан Асоцијације Kвартет, у којој су и театри из Мађарске, Чешке и Француске.
- 2011. године Српско народно позориште је било домаћин Генералне скупштине Европске театарске конвенције, једне од две најугледније европске позоришне организације, а две године доцније представник СНП-а је изабран за члана Борда (Управног одбора) ове Асоцијације.
- 2011. године, зграда Српског народног позоришта је средствима Фонда за развој Војводине темељно реновирана.

### Уметничке јединице и управа данас
Управник Српског народног позоришта је др Зоран Ђерић. Директор Драме је глумац Милован Филиповић, директор Опере је Жељко Р. Андрић, а Балета Тони Ранђеловић. У оквиру Опере раде Хор и Оркестар, а све три уметничке јединице опслужују Радне јединице: Техника, Маркетинг, као и заједничке службе.